# دوري جوال للمحترفين 2014–2015
دوري جوال للمحترفين فلسطين 2014–15 (يعرف بدوري جوال لأسباب الرعاية) هو الموسم الخامس منذ تأسيسه بالشكل الجديد. نادي ترجي واد النيص هو حامل اللقب بعد فوزه بالنسخة الأخيرة. 

## بطولة سابقة
الدوري الفلسطيني الممتاز للضفة الغربية

## مسابقات كرة قدم فلسطينية أخرى
الدوري الفلسطيني الممتاز محافظات غزة

## وصلة خارجية
- موقع الاتحاد الفلسطيني لكرة القدم